# 일본의 농림수산대신
농림수산대신(일본어: 農林水産大臣 노린스이산다이진[*])은 농림수산성의 장으로, 국무대신이다.

## 역대 대신

### 농상무경
| 대수 | 이름                   | 임기                              | 비고      |
| ---- | ---------------------- | --------------------------------- | --------- |
| 초대 | 고노 도가마 (河野敏鎌) | 1881년 4월 7일~1881년 10월 20일   | 도사 번   |
| 2대  | 사이고 주도 (西郷従道) | 1881년 10월 20일~1885년 12월 21일 | 사쓰마 번 |

### 농상무대신
| 대수      | 이름                         | 내각                 | 내각                 | 임기                              | 소속 정당     | 비고          |
| --------- | ---------------------------- | -------------------- | -------------------- | --------------------------------- | ------------- | ------------- |
| 초대      | 다니 다테키 (谷干城)         | 제1차 이토 내각      | 제1차 이토 내각      | 1885년 12월 22일~1887년 7월 26일  |               |               |
| 2대       | 히지카타 히사모토 (土方久元) | 제1차 이토 내각      | 제1차 이토 내각      | 1887년 7월 26일~1887년 9월 17일   |               |               |
| 3대       | 구로다 기요타카 (黒田清隆)   | 제1차 이토 내각      | 제1차 이토 내각      | 1887년 9월 17일~1888년 4월 30일   |               |               |
| 임시 겸임 | 에노모토 다케아키 (榎本武揚) | 구로다 내각          | 구로다 내각          | 1888년 4월 30일~1888년 7월 25일   |               | 체신대신 겸임 |
| 4대       | 이노우에 가오루 (井上馨)     | 구로다 내각          | 구로다 내각          | 1888년 7월 25일~1889년 12월 23일  |               |               |
| 4대       | 이노우에 가오루 (井上馨)     | 산조 잠정 내각       | 산조 잠정 내각       | 1889년 10월 25일~1889년 12월 23일 |               |               |
| 5대       | 이와무라 미치토시 (岩村通俊) | 제1차 야마가타 내각  | 제1차 야마가타 내각  | 1889년 12월 24일~1890년 5월 17일  |               |               |
| 6대       | 무쓰 무네미쓰 (陸奥宗光)     | 제1차 야마가타 내각  | 제1차 야마가타 내각  | 1890년 5월 17일~1891년 5월 6일    |               |               |
| 6대       | 무쓰 무네미쓰 (陸奥宗光)     | 제1차 마쓰카타 내각  | 제1차 마쓰카타 내각  | 1891년 5월 6일~1892년 3월 14일    |               |               |
| 7대       | 고노 도가마 (河野敏鎌)       | 제1차 마쓰카타 내각  | 제1차 마쓰카타 내각  | 1892년 3월 14일~1892년 7월 14일   |               | 사법대신 겸임 |
| 8대       | 사노 쓰네타미 (佐野常民)     | 제1차 마쓰카타 내각  | 제1차 마쓰카타 내각  | 1892년 7월 14일~1892년 8월 8일    |               |               |
| 9대       | 고토 쇼지로 (後藤象二郎)     | 제2차 이토 내각      | 제2차 이토 내각      | 1892년 8월 8일~1894년 1월 22일    |               |               |
| 10대      | 에노모토 다케아키 (榎本武揚) | 제2차 이토 내각      | 제2차 이토 내각      | 1894년 1월 22일~1896년 9월 18일   |               |               |
| 10대      | 에노모토 다케아키 (榎本武揚) | 제2차 마쓰카타 내각  | 제2차 마쓰카타 내각  | 1896년 9월 18일~1897년 3월 29일   |               |               |
| 11대      | 오쿠마 시게노부 (大隈重信)   | 제2차 마쓰카타 내각  | 제2차 마쓰카타 내각  | 1897년 3월 29일~1897년 11월 6일   |               | 외무대신 겸임 |
| 12대      | 야마다 노부미치 (山田信道)   | 제2차 마쓰카타 내각  | 제2차 마쓰카타 내각  | 1897년 11월 6일~1898년 1월 12일   |               |               |
| 13대      | 이토 미요지 (伊東巳代治)     | 제3차 이토 내각      | 제3차 이토 내각      | 1898년 1월 12일~1898년 4월 26일   |               |               |
| 14대      | 가네코 겐타로 (金子堅太郎)   | 제3차 이토 내각      | 제3차 이토 내각      | 1898년 4월 26일~1898년 6월 30일   |               |               |
| 15대      | 오이시 마사미 (大石正巳)     | 제1차 오쿠마 내각    | 제1차 오쿠마 내각    | 1898년 6월 30일~1898년 11월 8일   |               |               |
| 16대      | 소네 아라스케 (曾禰荒助)     | 제2차 야마가타 내각  | 제2차 야마가타 내각  | 1898년 11월 8일~1900년 10월 19일  |               |               |
| 17대      | 하야시 유조 (林有造)         | 제4차 이토 내각      | 제4차 이토 내각      | 1900년 10월 19일~1901년 6월 2일   |               |               |
| 18대      | 히라타 도스케 (平田東助)     | 제1차 가쓰라 내각    | 제1차 가쓰라 내각    | 1901년 6월 2일~1903년 7월 17일    |               |               |
| 19대      | 기요우라 게이고 (清浦奎吾)   | 제1차 가쓰라 내각    | 제1차 가쓰라 내각    | 1903년 7월 17일~1903년 9월 22일   |               | 사법대신 겸임 |
| 20대      | 기요우라 게이고 (清浦奎吾)   | 제1차 가쓰라 내각    | 제1차 가쓰라 내각    | 1903년 9월 22일~1906년 1월 7일    | 내무대신 겸임 |               |
| 21대      | 마쓰오카 야스코와 (松岡康毅) | 제1차 사이온지 내각  | 제1차 사이온지 내각  | 1906년 1월 7일~1908년 7월 14일    |               |               |
| 22대      | 오우라 가네타케 (大浦兼武)   | 제2차 가쓰라 내각    | 제2차 가쓰라 내각    | 1908년 7월 14일~1911년 8월 30일   |               |               |
| 23대      | 마키노 노부아키 (牧野伸顕)   | 제2차 사이온지 내각  | 제2차 사이온지 내각  | 1911년 8월 30일~1912년 12월 21일  |               |               |
| 24대      | 나카쇼지 렌 (仲小路廉)       | 제3차 가쓰라 내각    | 제3차 가쓰라 내각    | 1912년 12월 21일~1913년 2월 20일  |               |               |
| 25대      | 야마모토 다쓰오 (山本達雄)   | 제1차 야마모토 내각  | 제1차 야마모토 내각  | 1913년 2월 20일~1914년 4월 16일   |               |               |
| 26대      | 오우라 가네타케 (大浦兼武)   | 제2차 오쿠마 내각    | 제2차 오쿠마 내각    | 1914년 4월 16일~1915년 1월 7일    |               |               |
| 27대      | 고노 히로나카 (河野広中)     | 제2차 오쿠마 내각    | 제2차 오쿠마 내각    | 1915년 1월 7일~1916년 10월 9일    |               |               |
| 28대      | 나카쇼지 렌 (仲小路廉)       | 데라우치 내각        | 데라우치 내각        | 1916년 10월 9일~1918년 9월 29일   |               |               |
| 29대      | 야마모토 다쓰오 (山本達雄)   | 하라 내각            | 하라 내각            | 1918년 9월 29일~1922년 6월 12일   |               |               |
| 29대      | 야마모토 다쓰오 (山本達雄)   | 다카하시 내각        | 다카하시 내각        | 1921년 11월 13일~1922년 6월 12일  |               |               |
| 30대      | 아라이 겐타로 (荒井賢太郎)   | 가토 도모사부로 내각 | 가토 도모사부로 내각 | 1922년 6월 12일~1923년 9월 2일    |               |               |
| 31대      | 덴 겐지로 (田健治郎)         | 제2차 야마모토 내각  | 제2차 야마모토 내각  | 1923년 9월 2일~1923년 12월 24일   |               | 사법대신 겸임 |
| 32대      | 오카노 게이지로 (岡野敬次郎) | 제2차 야마모토 내각  | 제2차 야마모토 내각  | 1923년 12월 24일~1924년 1월 7일   |               | 문부대신 겸임 |
| 33대      | 마에다 도시사다 (前田利定)   | 기요우라 내각        | 기요우라 내각        | 1924년 1월 7일~1924년 6월 11일    |               |               |
| 34대      | 다카하시 고레키요 (高橋是清) | 가토 다카아키 내각   | 가토 다카아키 내각   | 1924년 6월 11일~1925년 4월 1일    |               | 사법대신 겸임 |

### 농림대신
| 대수      | 이름                             | 내각                | 내각                | 임기                             | 소속 정당           | 비고 |
| --------- | -------------------------------- | ------------------- | ------------------- | -------------------------------- | ------------------- | ---- |
| 초대      | 다카하시 고레키요 (高橋是清)     | 가토 다카아키 내각  | 가토 다카아키 내각  | 1925년 4월 1일~1925년 4월 17일   | 입헌정우회          |      |
| 2대       | 오카자키 구니스케 (岡崎邦輔)     | 가토 다카아키 내각  | 가토 다카아키 내각  | 1925년 4월 17일~1925년 8월 2일   | 입헌정우회          |      |
| 3대       | 하야미 세이지 (早速整爾)         | 가토 다카아키 내각  | 가토 다카아키 내각  | 1925년 8월 2일~1926년 1월 30일   | 헌정당              |      |
| 4대       | 하야미 세이지 (早速整爾)         | 제1차 와카쓰키 내각 | 제1차 와카쓰키 내각 | 1926년 1월 30일~1926년 6월 3일   | 헌정당              |      |
| 5대       | 마치다 주지 (町田忠治)           | 제1차 와카쓰키 내각 | 제1차 와카쓰키 내각 | 1926년 6월 3일~1927년 4월 20일   | 헌정당              |      |
| 6대       | 야마모토 데이지로 (山本悌二郎)   | 다나카 기이치 내각  | 다나카 기이치 내각  | 1927년 4월 20일~1929년 7월 2일   | 입헌정우회          |      |
| 7대       | 마치다 주지 (町田忠治)           | 하마구치 내각       | 하마구치 내각       | 1929년 7월 2일~1931년 4월 14일   | 입헌민정당          |      |
| 8대       | 마치다 주지 (町田忠治)           | 제2차 와카쓰키 내각 | 제2차 와카쓰키 내각 | 1931년 4월 14일~1931년 12월 13일 | 입헌민정당          |      |
| 9대       | 야마모토 데이지로 (山本悌二郎)   | 이누카이 내각       | 이누카이 내각       | 1931년 12월 13일~1932년 5월 26일 | 입헌정우회          |      |
| 10대      | 고토 후미오 (後藤文夫)           | 사이토 내각         | 사이토 내각         | 1932년 5월 26일~1934년 7월 8일   |                     |      |
| 11대      | 야마자키 다쓰노스케 (山崎達之輔) | 오카다 내각         | 오카다 내각         | 1934년 7월 8일~1936년 3월 9일    | 입헌정우회 → 쇼와회 |      |
| 12대      | 시마다 도시오 (島田俊雄)         | 히로타 내각         | 히로타 내각         | 1936년 3월 9일~1937년 2월 2일    | 입헌정우회          |      |
| 13대      | 야마자키 다쓰노스케 (山崎達之輔) | 하야시 내각         | 하야시 내각         | 1937년 2월 2일~1937년 6월 4일    | 쇼와회              |      |
| 14대      | 아리마 요리야스 (有馬頼寧)       | 제1차 고노에 내각   | 제1차 고노에 내각   | 1937년 6월 4일~1939년 1월 5일    |                     |      |
| 15대      | 사쿠라우치 유키오 (櫻内幸雄)     | 히라누마 내각       | 히라누마 내각       | 1939년 1월 5일~1939년 8월 30일   | 입헌민정당          |      |
| 16대      | 고도 다쿠오 (伍堂卓雄)           | 아베 노부유키 내각  | 아베 노부유키 내각  | 1939년 8월 30일~1939년 10월 16일 |                     |      |
| 17대      | 사카이 다다마사 (酒井忠正)       | 아베 노부유키 내각  | 아베 노부유키 내각  | 1939년 10월 16일~1940년 1월 16일 |                     |      |
| 18대      | 시마다 도시오 (島田俊雄)         | 요나이 내각         | 요나이 내각         | 1940년 1월 16일~1940년 7월 22일  |                     |      |
| 임시 대리 | 고노에 후미마로 (近衛文麿)       | 제2차 고노에 내각   | 제2차 고노에 내각   | 1940년 7월 22일~1940년 7월 24일  |                     |      |
| 19대      | 이시구로 다다아쓰 (石黒忠篤)     | 제2차 고노에 내각   | 제2차 고노에 내각   | 1940년 7월 24일~1941년 6월 11일  |                     |      |
| 20대      | 이노 히로야 (井野碩哉)           | 제2차 고노에 내각   | 제2차 고노에 내각   | 1941년 6월 11일~1941년 7월 18일  |                     |      |
| 20대      | 이노 히로야 (井野碩哉)           | 제3차 고노에 내각   | 제3차 고노에 내각   | 1941년 7월 18일~1941년 10월 18일 |                     |      |
| 20대      | 이노 히로야 (井野碩哉)           | 도조 내각           | 도조 내각           | 1941년 10월 18일~1943년 4월 20일 |                     |      |
| 21대      | 야마자키 다쓰노스케 (山崎達之輔) | 도조 내각           | 도조 내각           | 1943년 4월 20일~1943년 11월 1일  |                     |      |

### 농상대신
| 대수 | 이름                             | 내각                  | 내각                  | 임기                            | 소속 정당 | 비고 |
| ---- | -------------------------------- | --------------------- | --------------------- | ------------------------------- | --------- | ---- |
| 초대 | 야마자키 다쓰노스케 (山崎達之輔) | 도조 내각             | 도조 내각             | 1943년 11월 1일~1944년 2월 19일 |           |      |
| 2대  | 우치다 노부야 (内田信也)         | 도조 내각             | 도조 내각             | 1944년 2월 19일~1944년 7월 22일 |           |      |
| 3대  | 시마다 도시오 (島田俊雄)         | 스즈키 간타로 내각    | 스즈키 간타로 내각    | 1944년 7월 22일~1945년 4월 7일  |           |      |
| 4대  | 이시구로 다다아쓰 (石黒忠篤)     | 스즈키 간타로 내각    | 스즈키 간타로 내각    | 1945년 4월 7일~1945년 8월 17일  |           |      |
| 5대  | 센고쿠 고타로 (千石興太郎)       | 히가시쿠니노미야 내각 | 히가시쿠니노미야 내각 | 1945년 8월 17일~1945년 8월 26일 |           |      |

### 농림대신
| 대수      | 이름                             | 내각                             | 내각                                      | 임기                              | 소속 정당               | 비고              |
| --------- | -------------------------------- | -------------------------------- | ----------------------------------------- | --------------------------------- | ----------------------- | ----------------- |
| 초대      | 센고쿠 고타로 (千石興太郎)       | 히가시쿠니노미야 내각            | 히가시쿠니노미야 내각                     | 1945년 8월 26일~1945년 10월 9일   |                         |                   |
| 2대       | 마쓰무라 겐조 (松村謙三)         | 시데하라 내각                    | 시데하라 내각                             | 1945년 10월 9일~1946년 1월 13일   | 일본진보당              |                   |
| 3대       | 소에지마 센바치 (副島千八)       | 시데하라 내각                    | 시데하라 내각                             | 1946년 1월 13일~1946년 5월 22일   | 무소속                  |                   |
| 4대       | 와다 히로오 (和田博雄)           | 제1차 요시다 내각                | 제1차 요시다 내각                         | 1946년 5월 22일~1947년 1월 31일   |                         |                   |
| 5대       | 요시다 시게루 (吉田茂)           | 제1차 요시다 내각                | 제1차 요시다 내각                         | 1947년 1월 31일~1947년 2월 15일   | 자유당                  | 내각총리대신 겸임 |
| 6대       | 기무라 고자에몬 (木村小左衛門)   | 제1차 요시다 내각                | 제1차 요시다 내각                         | 1947년 2월 15일~1947년 5월 24일   | 일본진보당              |                   |
| 임시 대리 | 가타야마 데쓰 (片山哲)           | 가타야마 내각                    | 가타야마 내각                             | 1947년 5월 24일~1947년 6월 1일    | 일본사회당              | 내각총리대신 겸임 |
| 7대       | 히라노 리키조 (平野力三)         | 가타야마 내각                    | 가타야마 내각                             | 1947년 6월 1일~1947년 11월 4일    | 일본사회당              |                   |
| 임시 대리 | 가타야마 데쓰 (片山哲)           | 가타야마 내각                    | 가타야마 내각                             | 1947년 11월 4일~1947년 12월 13일  | 일본사회당              | 내각총리대신 겸임 |
| 8대       | 하타노 가나에 (波多野鼎)         | 가타야마 내각                    | 가타야마 내각                             | 1947년 12월 13일~1948년 3월 10일  | 일본사회당              |                   |
| 9대       | 나가에 가즈오 (永江一夫)         | 아시다 내각                      | 아시다 내각                               | 1948년 3월 10일~1948년 10월 15일  | 일본사회당              |                   |
| 임시 대리 | 요시다 시게루 (吉田茂)           | 제2차 요시다 내각                | 제2차 요시다 내각                         | 1948년 10월 15일~1948년 10월 19일 | 자유당                  | 내각총리대신 겸임 |
| 10대      | 스토 히데오 (周東英雄)           | 제2차 요시다 내각                | 제2차 요시다 내각                         | 1948년 10월 19일~1949년 2월 16일  | 자유당                  |                   |
| 11대      | 모리 고타로 (森幸太郎)           | 제3차 요시다 내각                | 제3차 요시다 내각                         | 1949년 2월 16일~1950년 6월 28일   | 자유당                  |                   |
| 12대      | 히로카와 고젠 (広川弘禅)         |                                  | 제3차 요시다 내각 제1차 개조내각          | 1950년 6월 28일~1951년 7월 4일    | 자유당                  |                   |
| 13대      | 네모토 류타로 (根本龍太郎)       |                                  | 제3차 요시다 내각 제2차 개조내각          | 1951년 7월 4일~1951년 12월 26일   | 자유당                  |                   |
| 14대      | 히로카와 고젠 (広川弘禅)         |                                  | 제3차 요시다 내각 제3차 개조내각          | 1951년 12월 26일~1952년 10월 30일 | 자유당                  |                   |
| 15대      | 오가사와라 산쿠로 (小笠原三九郎) | 제4차 요시다 내각                | 제4차 요시다 내각                         | 1952년 10월 30일~1952년 12월 5일  | 자유당                  |                   |
| 16대      | 히로카와 고젠 (広川弘禅)         | 제4차 요시다 내각                | 제4차 요시다 내각                         | 1952년 12월 5일~1953년 3월 3일    | 자유당                  |                   |
| 17대      | 다코 이치민 (田子一民)           | 제4차 요시다 내각                | 제4차 요시다 내각                         | 1953년 3월 3일~1953년 5월 21일    | 자유당                  |                   |
| 18대      | 우치다 노부야 (内田信也)         | 제5차 요시다 내각                | 제5차 요시다 내각                         | 1953년 5월 21일~1953년 6월 22일   | 자유당                  |                   |
| 19대      | 호리 시게루 (保利茂)             | 제5차 요시다 내각                | 제5차 요시다 내각                         | 1953년 6월 22일~1954년 12월 10일  | 자유당                  |                   |
| 20대      | 고노 이치로 (河野一郎)           | 제1차 하토야마 이치로 내각       | 제1차 하토야마 이치로 내각                | 1954년 12월 10일~1955년 3월 19일  | 일본민주당              |                   |
| 21대      | 고노 이치로 (河野一郎)           | 제2차 하토야마 이치로 내각       | 제2차 하토야마 이치로 내각                | 1955년 3월 19일~1955년 11월 22일  | 일본민주당 → 자유민주당 |                   |
| 22대      | 고노 이치로 (河野一郎)           | 제3차 하토야마 이치로 내각       | 제3차 하토야마 이치로 내각                | 1955년 11월 22일~1956년 12월 23일 | 자유민주당              |                   |
| 23대      | 이데 이치타로 (井出一太郎)       | 이시바시 내각                    | 이시바시 내각                             | 1956년 12월 23일~1957년 2월 25일  | 자유민주당              |                   |
| 24대      | 이데 이치타로 (井出一太郎)       | 제1차 기시 내각                  | 제1차 기시 내각                           | 1957년 2월 25일~1957년 7월 10일   | 자유민주당              |                   |
| 25대      | 아카기 무네노리 (赤城宗徳)       |                                  | 제1차 기시 내각 개조내각                  | 1957년 7월 10일~1958년 6월 12일   | 자유민주당              |                   |
| 26대      | 미우라 구니오 (三浦一雄)         | 제2차 기시 내각                  | 제2차 기시 내각                           | 1958년 6월 12일~1959년 7월 19일   | 자유민주당              |                   |
| 27대      | 후쿠다 다케오 (福田赳夫)         |                                  | 제2차 기시 내각 개조내각                  | 1959년 7월 19일~1960년 7월 19일   | 자유민주당              |                   |
| 28대      | 난조 도쿠오 (南条徳男)           | 제1차 이케다 내각                | 제1차 이케다 내각                         | 1960년 7월 19일~1960년 12월 8일   | 자유민주당              |                   |
| 29대      | 스토 히데오 (周東英雄)           | 제2차 이케다 내각                | 제2차 이케다 내각                         | 1960년 12월 8일~1961년 7월 18일   | 자유민주당              |                   |
| 30대      | 고노 이치로 (河野一郎)           |                                  | 제2차 이케다 내각 제1차 개조내각          | 1961년 7월 18일~1962년 7월 18일   | 자유민주당              |                   |
| 31대      | 시게마사 세이시 (重政誠之)       |                                  | 제2차 이케다 내각 제3차 개조내각          | 1962년 7월 18일~1963년 7월 18일   | 자유민주당              |                   |
| 32대      | 아카기 무네노리 (赤城宗徳)       |                                  | 제2차 이케다 내각 제3차 개조내각          | 1963년 7월 18일~1963년 12월 9일   | 자유민주당              |                   |
| 33대      | 아카기 무네노리 (赤城宗徳)       | 제3차 이케다 내각                | 제3차 이케다 내각                         | 1963년 12월 9일~1964년 7월 18일   | 자유민주당              |                   |
| 33대      | 아카기 무네노리 (赤城宗徳)       |                                  | 제3차 이케다 내각 개조내각                | 1964년 7월 18일~1964년 11월 9일   | 자유민주당              |                   |
| 34대      | 아카기 무네노리 (赤城宗徳)       | 제1차 사토 내각                  | 제1차 사토 내각                           | 1964년 11월 9일~1965년 6월 3일    | 자유민주당              |                   |
| 35대      | 사카타 에이이치 (坂田英一)       |                                  | 제1차 사토 내각 제1차 개조내각            | 1965년 6월 3일~1966년 8월 1일     | 자유민주당              |                   |
| 36대      | 마쓰노 라이조 (松野頼三)         |                                  | 제1차 사토 내각 제2차 개조내각            | 1966년 8월 1일~1966년 12월 3일    | 자유민주당              |                   |
| 37대      | 구라이시 다다오 (倉石忠雄)       |                                  | 제1차 사토 내각 제3차 개조내각            | 1966년 12월 3일~1967년 2월 17일   | 자유민주당              |                   |
| 38대      | 구라이시 다다오 (倉石忠雄)       | 제2차 사토 내각                  | 제2차 사토 내각                           | 1967년 2월 17일~1967년 11월 25일  | 자유민주당              |                   |
| 38대      | 구라이시 다다오 (倉石忠雄)       |                                  | 제2차 사토 내각 제1차 개조내각            | 1967년 11월 25일~1968년 2월 23일  | 자유민주당              |                   |
| 39대      | 니시무라 나오미 (西村直己)       | 1968년 2월 23일~1968년 11월 30일 | 제2차 사토 내각 제1차 개조내각            | 자유민주당                        |                         |                   |
| 40대      | 하세가와 시로 (長谷川四郎)       |                                  | 제2차 사토 내각 제2차 개조내각            | 1968년 11월 30일~1970년 1월 14일  | 자유민주당              |                   |
| 41대      | 구라이시 다다오 (倉石忠雄)       | 제3차 사토 내각                  | 제3차 사토 내각                           | 1970년 1월 14일~1971년 7월 5일    | 자유민주당              |                   |
| 42대      | 아카기 무네노리 (赤城宗徳)       |                                  | 제3차 사토 내각 개조내각                  | 1971년 7월 5일~1972년 7월 7일     | 자유민주당              |                   |
| 43대      | 아다치 도쿠로 (足立篤郎)         | 제1차 다나카 가쿠에이 내각       | 제1차 다나카 가쿠에이 내각                | 1972년 7월 7일~1972년 12월 22일   | 자유민주당              |                   |
| 44대      | 사쿠라우치 요시오 (櫻内義雄)     | 제2차 다나카 가쿠에이 내각       | 제2차 다나카 가쿠에이 내각                | 1972년 12월 22일~1973년 11월 25일 | 자유민주당              |                   |
| 45대      | 구라이시 다다오 (倉石忠雄)       |                                  | 제2차 다나카 가쿠에이 내각 제1차 개조내각 | 1973년 11월 25일~1974년 11월 11일 | 자유민주당              |                   |
| 45대      | 구라이시 다다오 (倉石忠雄)       |                                  | 제2차 다나카 가쿠에이 내각 제2차 개조내각 | 1974년 11월 11일~1974년 12월 9일  | 자유민주당              |                   |
| 46대      | 아베 신타로 (安倍晋太郎)         | 미키 내각                        | 미키 내각                                 | 1974년 12월 9일~1976년 9월 15일   | 자유민주당              |                   |
| 47대      | 오이시 부이치 (大石武一)         |                                  | 미키 내각 개조내각                        | 1976년 9월 15일~1976년 12월 24일  | 자유민주당              |                   |
| 48대      | 스즈키 젠코 (鈴木善幸)           | 후쿠다 다케오 내각               | 후쿠다 다케오 내각                        | 1976년 12월 24일~1977년 11월 28일 | 자유민주당              |                   |
| 49대      | 나카가와 이치로 (中川一郎)       |                                  | 후쿠다 다케오 내각 개조내각               | 1977년 11월 28일~1978년 7월 5일   | 자유민주당              |                   |

### 농림수산대신
| 대수      | 이름                             | 내각                            | 내각                                       | 임기                              | 소속 정당                        | 비고              |
| --------- | -------------------------------- | ------------------------------- | ------------------------------------------ | --------------------------------- | -------------------------------- | ----------------- |
| 초대      | 나카가와 이치로 (中川一郎)       |                                 | 후쿠다 다케오 내각 개조내각                | 1978년 7월 5일~1978년 12월 7일    | 자유민주당                       |                   |
| 2대       | 와타나베 미치오 (渡辺美智雄)     | 제1차 오히라 내각               | 제1차 오히라 내각                          | 1978년 12월 7일~1979년 11월 9일   | 자유민주당                       |                   |
| 3대       | 무토 가분 (武藤嘉文)             | 제2차 오히라 내각               | 제2차 오히라 내각                          | 1979년 11월 9일~1980년 7월 17일   | 자유민주당                       |                   |
| 4대       | 가메오카 다카오 (亀岡高夫)       | 스즈키 젠코 내각                | 스즈키 젠코 내각                           | 1980년 7월 17일~1981년 11월 30일  | 자유민주당                       |                   |
| 5대       | 다자와 기치로 (田沢吉郎)         |                                 | 스즈키 젠코 내각 개조내각                  | 1981년 11월 30일~1982년 11월 27일 | 자유민주당                       |                   |
| 6대       | 가네코 이와조 (金子岩三)         | 제1차 나카소네 내각             | 제1차 나카소네 내각                        | 1982년 11월 27일~1983년 12월 27일 | 자유민주당                       |                   |
| 7대       | 야마무라 신지로 (山村新治郎)     | 제2차 나카소네 내각             | 제2차 나카소네 내각                        | 1983년 12월 27일~1984년 11월 1일  | 자유민주당                       |                   |
| 8대       | 사토 모리요시 (佐藤守良)         |                                 | 제2차 나카소네 내각 제1차 개조내각         | 1984년 11월 1일~1985년 12월 28일  | 자유민주당                       |                   |
| 9대       | 하타 쓰토무 (羽田孜)             |                                 | 제2차 나카소네 내각 제2차 개조내각         | 1985년 12월 28일~1986년 7월 22일  | 자유민주당                       |                   |
| 10대      | 가토 무쓰키 (加藤六月)           | 제3차 나카소네 내각             | 제3차 나카소네 내각                        | 1986년 7월 22일~1987년 11월 6일   | 자유민주당                       |                   |
| 11대      | 사토 다카시 (佐藤隆)             | 다케시타 내각                   | 다케시타 내각                              | 1987년 11월 6일~1988년 12월 27일  | 자유민주당                       |                   |
| 12대      | 하타 쓰토무 (羽田孜)             |                                 | 다케시타 내각 개조내각                     | 1988년 12월 27일~1989년 6월 3일   | 자유민주당                       |                   |
| 13대      | 호리노우치 히사오 (堀之内久男)   | 우노 내각                       | 우노 내각                                  | 1989년 6월 3일~1889년 8월 10일    | 자유민주당                       |                   |
| 14대      | 가노 미치히코 (鹿野道彦)         | 제1차 가이후 내각               | 제1차 가이후 내각                          | 1989년 8월 10일~1990년 2월 28일   | 자유민주당                       |                   |
| 15대      | 야마모토 도미오 (山本富雄)       | 제2차 가이후 내각               | 제2차 가이후 내각                          | 1990년 2월 28일~1990년 12월 29일  | 자유민주당                       |                   |
| 16대      | 곤도 모토지 (近藤元次)           |                                 | 제2차 가이후 내각 개조내각                 | 1990년 12월 29일~1991년 11월 5일  | 자유민주당                       |                   |
| 17대      | 다나부 마사미 (田名部匡省)       | 미야자와 내각                   | 미야자와 내각                              | 1991년 11월 5일~1992년 12월 12일  | 자유민주당                       |                   |
| 17대      | 다나부 마사미 (田名部匡省)       |                                 | 미야자와 내각 개조내각                     | 1992년 12월 12일~1993년 8월 4일   | 자유민주당                       |                   |
| 18대      | 미야자와 기이치 (宮澤喜一)       | 호소카와 내각                   | 호소카와 내각                              | 1993년 8월 4일~1993년 8월 9일     | 자유민주당                       | 내각총리대신 겸임 |
| 19대      | 하타 에이지로 (畑英次郎)         | 호소카와 내각                   | 호소카와 내각                              | 1993년 8월 9일~1994년 4월 28일    | 신생당                           |                   |
| 임시 대리 | 하타 쓰토무 (羽田孜)             | 하타 내각                       | 하타 내각                                  | 1994년 4월 28일~1994년 4월 28일   | 신생당                           | 내각총리대신 겸임 |
| 20대      | 가토 무쓰키 (加藤六月)           | 하타 내각                       | 하타 내각                                  | 1994년 4월 28일~1994년 6월 30일   | 신생당                           |                   |
| 21대      | 오가와라 다이치로 (大河原太一郎) | 무라야마 내각                   | 무라야마 내각                              | 1994년 6월 30일~1995년 8월 8일    | 자유민주당                       |                   |
| 22대      | 노로타 호세이 (野呂田芳成)       |                                 | 무라야마 내각 개조내각                     | 1995년 8월 8일~1996년 1월 11일    | 자유민주당                       |                   |
| 23대      | 오하라 이치조 (大原一三)         | 제1차 하시모토 내각             | 제1차 하시모토 내각                        | 1996년 1월 11일~1996년 11월 7일   | 자유민주당                       |                   |
| 24대      | 후지모토 다카오 (藤本孝雄)       | 제2차 하시모토 내각             | 제2차 하시모토 내각                        | 1996년 11월 7일~1997년 9월 11일   | 자유민주당                       |                   |
| 25대      | 오치 이헤이 (越智伊平)           |                                 | 제2차 하시모토 내각 개조내각               | 1997년 9월 11일~1997년 9월 26일   |                                  |                   |
| 26대      | 시마무라 요시노부 (島村宜伸)     | 오부치 내각                     | 오부치 내각                                | 1997년 9월 26일~1998년 7월 30일   | 자유민주당                       |                   |
| 27대      | 나카가와 쇼이치 (中川昭一)       | 오부치 내각                     | 오부치 내각                                | 1998년 7월 30일~1999년 1월 14일   | 자유민주당                       |                   |
| 27대      | 나카가와 쇼이치 (中川昭一)       |                                 | 오부치 내각 제1차 개조내각                 | 1999년 1월 14일~1999년 10월 5일   | 자유민주당                       |                   |
| 28대      | 다마자와 도쿠이치로 (玉澤徳一郎) |                                 | 오부치 내각 제2차 개조내각                 | 1999년 10월 5일~2000년 4월 5일    | 자유민주당                       |                   |
| 29대      | 다마자와 도쿠이치로 (玉澤徳一郎) | 제1차 모리 내각                 | 제1차 모리 내각                            | 2000년 4월 5일~2000년 7월 4일     | 자유민주당                       |                   |
| 30대      | 다니 요이치 (谷洋一)             | 제2차 모리 내각                 | 제2차 모리 내각                            | 2000년 7월 4일~2000년 12월 5일    | 자유민주당                       |                   |
| 31대      | 야쓰 요시오 (谷津義男)           |                                 | 제2차 모리 내각 개조내각 (중앙성청개편 전) | 2000년 12월 5일~2001년 1월 6일    | 자유민주당                       |                   |
| 32대      | 야쓰 요시오 (谷津義男)           |                                 | 제2차 모리 내각 개조내각 (중앙성청개편 후) | 2001년 1월 6일~2001년 4월 26일    | 자유민주당                       |                   |
| 33대      | 다케베 쓰토무 (武部勤)           | 제1차 고이즈미 내각             | 제1차 고이즈미 내각                        | 2001년 4월 26일~2002년 9월 30일   | 자유민주당                       |                   |
| 34대      | 오시마 다다모리 (大島理森)       |                                 | 제1차 고이즈미 내각 제1차 개조내각         | 2002년 9월 30일~2003년 4월 1일    | 자유민주당                       |                   |
| 35대      | 가메이 요시유키 (亀井善之)       | 2003년 4월 1일~2003년 9월 22일  | 제1차 고이즈미 내각 제1차 개조내각         | 자유민주당                        |                                  |                   |
| 35대      | 가메이 요시유키 (亀井善之)       |                                 | 제1차 고이즈미 내각 제2차 개조내각         | 자유민주당                        | 2003년 9월 22일~2003년 11월 19일 |                   |
| 36대      | 가메이 요시유키 (亀井善之)       | 제2차 고이즈미 내각             | 제2차 고이즈미 내각                        | 자유민주당                        | 2003년 11월 19일~2004년 7월 19일 |                   |
| 37대      | 시마무라 요시노부 (島村宜伸)     |                                 | 제2차 고이즈미 내각 개조내각               | 2004년 7월 19일~2005년 8월 8일    | 자유민주당                       |                   |
| 38대      | 고이즈미 준이치로 (小泉純一郎)   | 2005년 8월 8일~2005년 8월 11일  | 제2차 고이즈미 내각 개조내각               | 자유민주당                        | 내각총리대신 겸임                |                   |
| 39대      | 이와나가 미네이치 (岩永峯一)     | 2005년 8월 11일~2005년 9월 21일 | 제2차 고이즈미 내각 개조내각               | 자유민주당                        |                                  |                   |
| 40대      | 이와나가 미네이치 (岩永峯一)     | 제3차 고이즈미 내각             | 제3차 고이즈미 내각                        | 자유민주당                        | 2005년 9월 21일~2005년 10월 31일 |                   |
| 41대      | 나카가와 쇼이치 (中川昭一)       |                                 | 제3차 고이즈미 내각 개조내각               | 2005년 10월 31일~2006년 9월 26일  | 자유민주당                       |                   |
| 42대      | 마쓰오카 도시카쓰 (松岡利勝)     | 제1차 아베 신조 내각            | 제1차 아베 신조 내각                       | 2006년 9월 26일~2007년 5월 28일   | 자유민주당                       |                   |
| 임시 대리 | 와카바야시 마사토시 (若林正俊)   | 제1차 아베 신조 내각            | 제1차 아베 신조 내각                       | 2007년 5월 28일~2007년 6월 1일    | 자유민주당                       |                   |
| 43대      | 아카기 노리히코 (赤城徳彦)       | 제1차 아베 신조 내각            | 제1차 아베 신조 내각                       | 2007년 6월 1일~2007년 8월 1일     | 자유민주당                       |                   |
| 44대      | 와카바야시 마사토시 (若林正俊)   | 제1차 아베 신조 내각            | 제1차 아베 신조 내각                       | 2007년 8월 1일~2007년 8월 27일    | 자유민주당                       | 환경대신 겸임     |
| 45대      | 엔도 다케히코 (遠藤武彦)         |                                 | 제1차 아베 신조 내각 개조내각              | 2007년 8월 27일~2007년 9월 3일    | 자유민주당                       |                   |
| 임시 대리 | 아마리 아키라 (甘利明)           | 2007년 9월 3일~2007년 9월 4일   | 제1차 아베 신조 내각 개조내각              | 자유민주당                        |                                  |                   |
| 46대      | 와카바야시 마사토시 (若林正俊)   | 2007년 9월 4일~2007년 9월 26일  | 제1차 아베 신조 내각 개조내각              | 자유민주당                        |                                  |                   |
| 47대      | 와카바야시 마사토시 (若林正俊)   | 후쿠다 야스오 내각              | 후쿠다 야스오 내각                         | 자유민주당                        | 2007년 9월 26일~2008년 8월 2일   |                   |
| 48대      | 오타 세이이치 (太田誠一)         |                                 | 후쿠다 야스오 내각 개조내각                | 2008년 8월 2일~2008년 9월 19일    | 자유민주당                       |                   |
| 임시 대리 | 마치무라 노부타카 (町村信孝)     | 2008년 9월 19일~2008년 9월 24일 | 후쿠다 야스오 내각 개조내각                | 자유민주당                        |                                  |                   |
| 49대      | 이시바 시게루 (石破茂)           | 아소 내각                       | 아소 내각                                  | 2008년 9월 24일~2009년 9월 16일   | 자유민주당                       |                   |
| 50대      | 아카마쓰 히로타카 (赤松広隆)     | 하토야마 유키오 내각            | 하토야마 유키오 내각                       | 2009년 9월 16일~2010년 6월 8일    | 민주당                           |                   |
| 51대      | 야마다 마사히코 (山田正彦)       | 간 내각                         | 간 내각                                    | 2010년 6월 8일~2010년 9월 17일    | 민주당                           |                   |
| 52대      | 가노 미치히코 (鹿野道彦)         |                                 | 간 내각 제1차 개조내각                     | 2010년 9월 17일~2011년 1월 14일   | 민주당                           |                   |
| 52대      | 가노 미치히코 (鹿野道彦)         |                                 | 간 내각 제2차 개조내각                     | 2011년 1월 14일~2011년 9월 2일    | 민주당                           |                   |
| 53대      | 가노 미치히코 (鹿野道彦)         | 노다 내각                       | 노다 내각                                  | 2011년 9월 2일~2012년 1월 13일    | 민주당                           |                   |
| 53대      | 가노 미치히코 (鹿野道彦)         |                                 | 노다 내각 제1차 개조내각                   | 2012년 1월 13일~2012년 6월 4일    | 민주당                           |                   |
| 54대      | 군지 아키라 (郡司彰)             |                                 | 노다 내각 제2차 개조내각                   | 2012년 6월 4일~2012년 10월 1일    | 민주당                           |                   |
| 54대      | 군지 아키라 (郡司彰)             |                                 | 노다 내각 제3차 개조내각                   | 2012년 10월 1일~2012년 12월 26일  | 민주당                           |                   |
| 55대      | 하야시 요시마사 (林芳正)         | 제2차 아베 신조 내각            | 제2차 아베 신조 내각                       | 2012년 12월 26일~2014년 9월 3일   | 자유민주당                       |                   |
| 56대      | 니시카와 고야 (西川公也)         |                                 | 제2차 아베 신조 내각 개조내각              | 2014년 9월 3일~2014년 12월 24일   | 자유민주당                       |                   |
| 57대      | 니시카와 고야 (西川公也)         | 제3차 아베 신조 내각            | 제3차 아베 신조 내각                       | 2014년 12월 24일~2015년 2월 23일  | 자유민주당                       |                   |
| 58대      | 하야시 요시마사 (林芳正)         | 제3차 아베 신조 내각            | 제3차 아베 신조 내각                       | 2015년 2월 23일~2015년 10월 7일   | 자유민주당                       |                   |
| 59대      | 모리야마 히로시 (森山裕)         |                                 | 제3차 아베 신조 내각 제1차 개조내각        | 2015년 10월 7일~2016년 8월 3일    | 자유민주당                       |                   |
| 60대      | 야마모토 유지 (山本有二)         |                                 | 제3차 아베 신조 내각 제2차 개조내각        | 2016년 8월 3일~2017년 8월 3일     | 자유민주당                       |                   |
| 61대      | 사이토 겐 (齋藤健)               |                                 | 제3차 아베 신조 내각 제3차 개조내각        | 2017년 8월 3일~2017년 11월 1일    | 자유민주당                       |                   |
| 62대      | 사이토 겐 (齋藤健)               | 제4차 아베 신조 내각            | 제4차 아베 신조 내각                       | 2017년 11월 1일~2018년 10월 2일   | 자유민주당                       |                   |
| 63대      | 요시카와 다카모리 (吉川貴盛)     |                                 | 제4차 아베 신조 내각 제1차 개조내각        | 2018년 10월 2일~2019년 9월 11일   | 자유민주당                       |                   |
| 64대      | 에토 다쿠 (江藤拓)               |                                 | 제4차 아베 신조 내각 제2차 개조내각        | 2019년 9월 11일~2020년 9월 16일   | 자유민주당                       |                   |
| 65대      | 노가미 고타로 (野上浩太郎)       | 스가 내각                       | 스가 내각                                  | 2020년 9월 16일~2021년 10월 4일   | 자유민주당                       |                   |
| 66대      | 가네코 겐지로 (金子原二郎)       | 제1차 기시다 내각               | 제1차 기시다 내각                          | 2021년 10월 4일~2021년 11월 10일  | 자유민주당                       |                   |
| 67대      | 가네코 겐지로 (金子原二郎)       | 제2차 기시다 내각               | 제2차 기시다 내각                          | 2021년 11월 10일~                 | 자유민주당                       |                   |

## 같이 보기
- 일본 농림수산성
- 일본의 농림수산부대신